# Tigrispetymegfélék
A tigrispetymegfélék (Prionodontidae) a ragadozók (Carnivora) rendjébe és a macskaalkatúak (Feliformia) alrendjébe tartozó család egyetlen nemmel és mindössze két fajjal.
Korábban alcsaládként a cibetmacskafélék (Viverridae) családjába sorolták őket, azonban a morfológiai és genetikai vizsgálatok bebizonyították, hogy közelebbi rokonságban állnak a macskafélékkel.

## Rendszerezésük
A családot John Edward Gray brit zoológus írta le 1864-ben, az alábbi 1 nem és 2 faj tartozik:
- Prionodon
  - sávos tigrispetymeg (Prionodon linsang)
  - foltos tigrispetymeg (Prionodon pardicolor)

## Megjelenésük
A két faj testalkatban és külsőre feltűnően hasonlít a petymegekhez, emiatt sorolták őket tévesen a cibetmacskafélék közé. Testüket foltok, sávok borítják, alapszínük halvány sárga vagy szürke, hasuk krémszínű vagy fehéres, farkuk feketével sávozott. Karmaik visszahúzhatók.

## Életmódjuk
Éjszakai életmódúak, többnyire magányosan élnek. Kisebb gerincesekkel, pl. kígyókkal, patkányokkal és madarakkal táplálkoznak. Szaporodásukról nagyon keveset tudunk.